# Lewis Cocking
Lewis Christopher Cocking (né en 1992) est un homme politique du Parti conservateur britannique qui est député de Broxbourne depuis les élections générales de 2024. Il est le chef du conseil municipal de l'arrondissement de Broxbourne de 2019 à 2024,.

## Biographie
Cocking grandit à Hoddesdon et étudie à la John Warner School. Il est diplômé de l'Université de Portsmouth avec un diplôme en géographie.
Cocking est ensuite commissaire adjoint de police et de criminalité pour le Hertfordshire, un poste auquel il est nommé en 2021. Avant cela, il est responsable des politiques, de la communication et du financement chez Engie,. Le premier emploi de Cocking est dans sa succursale locale de Sainsbury's, à Hoddesdon.
Cocking est élu pour la première fois au conseil de Broxbourne en mai 2016, représentant le quartier de Wormley et Turnford.
Il devient chef du Conseil en mai 2019 et conseiller du comté de Hertfordshire pour Hoddesdon North en 2021. Cocking est également gouverneur de l'école primaire de Wormley qu'il a fréquentée lorsqu'il était enfant.
Cocking est élu au siège de Broxbourne aux élections générales de 2024.